# Indígenes de Costa Rica

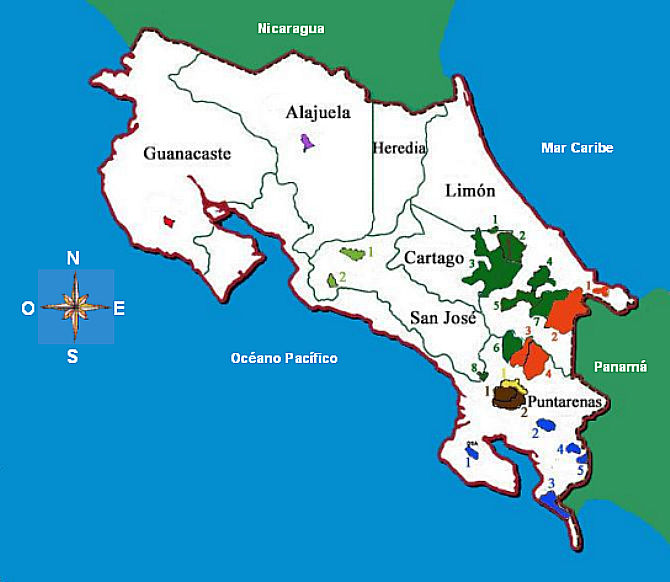
Territoris indígenes de Costa Rica.

Els indígenes de Costa Rica són els habitants originaris de l'actual territori de la República de Costa Rica.

## Situació administrativa
Són vuit ètnies distingibles que estan distribuïdes arreu del país però que viuen als seus propis territoris també anomenats "territoris indígenes", 22 en total, les quals, en teoria i d'acord amb les lleis del país i convenis internacionals, són entitats plenament autònomes capaces de tenir el seu propi autogovern i sistema judicial. Tanmateix, això no esdevé en la pràctica. La institució de l'Estat encarregada de vetllar pels pobles indígenes és el Consell Nacional d'Afers Indígenes (CONAI), àmpliament criticat per ser una instància, no solament governamental (i per tant, no neutral) sinó també dirigida i administrada per blancs des de la capital, San José. Tanmateix, hi ha moltes associacions indígenes que solen ser més representatives de les seves comunitats, com la Taula Nacional Indígena. En tot cas, la Llei Indígena de 1977 estableix com a representants formals dels pobles natius als consells indígenes electes per les seves comunitats i que, teòricament, representarien una funció de govern autònom i d'interlocutor amb el govern central. Costa Rica va ser el cinquè país a subscriure el Conveni sobre Pobles Indígenes i Tribals en Països Independents de 1989 i el tercer d'Amèrica. La Llei Indígena de 1977 també posa a nom de les diferents tribus les seves terres a perpetuïtat i il·legalitza qualsevol venda, trasllat o explotació d'aquestes. Els seus recursos naturals poden ser explotats per l'estat amb supervisió de CONAI i amb l'obligatorietat de fer-ho de manera ecològicament sostenible.
Històricament els pobles indígenes han sofert de marginació política, social i econòmica, sent les seves àrees en molts casos molt pobres o vivint en extrema pobresa. Fins i tot han sofert violència policial com va ser el cas del Comando Cobra, acusat de racisme i violència contra els indígenes.
Encara que el govern de l'actual mandatària Laura Chinchilla ha presumit amb freqüència de l'excel·lent tracte que brinda el país als pobles indígenes i s'autoproclama com un dels governs més avançats en la matèria, activistes indígenes, dirigents socials i polítics d'oposició qüestionen això i ho critiquen, adduint més aviat, que existeixen diverses violacions als Drets Humans dels aborígens per part del govern.
Són aproximadament el 2,4% de la població, molts dels quals mantenen la seva cultura, llengua i religió autòctona, en alguns casos mitjançant ingents esforços de diferents actors per preservar-les, encara que un cert procés de pèrdua de tradicions i aculturació ha succeït en els últims anys, especialment en certs sectors joves. El 60% dels indígenes costariquenys viuen al cantó de Talamanca.
Des de fa 15 anys es discuteix a l'Assemblea Legislativa la Llei d'Autonomia Indígena, a la que s'oposa el CONAI i el partit oficialista degut a possibles conflictes amb projectes hidroelèctrics

## Principals ètnies
- Bribris
- Cabécars
- Guaymís
- Guatusos o Malekus
- Boruques
- Térrabes
- Huetars
- Chorotegues
- Miskitos i Sumos
- Teribes

## Territoris
1. Territori Indígena Guatuso (Maleku)
2. Territori Indígena Matambú
3. Territori Indígena Quitirrisí
4. Territori Indígena Zapatón
5. Territori Indígena Nairi-Awari (Barbilla)
6. Territori Indígena Chirripó
7. Reserva Indígena Bajo Chirripó
8. Territori Indigena Ngobe-Bugle d'Alto Laguna / Península de Osa
9. Territori Indigena Ngobe-Bugle de Conte Burica
10. Territori Indigena Ngobe-Bugle de Coto Brus
11. Territori Indigena Ngobe-Bugle de Abrojos Montezuma
12. Territori Indígena Curré
13. Territori Indígena Boruca
14. Territori Indígena Térraba
15. Territori Indígena Ujarrás
16. Territori Indígena Salitre
17. Territori Indígena Cabagra
18. Territori Indígena Tayní
19. Territori Indígena Telire
20. Territori Indígena Cabecar -Talamanca
21. Territori Indígena Bribri Talamanca
22. Territori Indígena Kekuldi (Cocles)

## Possessió de la terra
Segons l'informe del Programa de Nacions Unides per al Desenvolupament del 2013, el 38% dels territoris indígenes de Costa Rica està en mans no indígenes. Segons aquesta mateixa organització, en el cas de Térraba, un 88% d'aquest territori es troba en mans de no indígenes, i un 97% del territori de la Xina Kicha està en mans no indígenes.